# Hannibal Emery Hamlin
Hannibal Emery Hamlin (* 22. August 1858 in Hampden, Maine; † 6. März 1938 in Bangor, Maine) war ein US-amerikanischer Anwalt und Politiker, der von 1905 bis 1908 Maine Attorney General war.

## Leben
Hannibal Emery Hamlin wurde als Sohn von Hannibal Hamlin und Ellen Vesta Emery in Hampden geboren. Sein Vater war Vizepräsident der Vereinigten Staaten unter Abraham Lincoln.
Hamlin besuchte die Schule in Bangor und machte seinen Abschluss mit dem Bachelor of Arts am Colby College im Jahr 1879. Anschließend studierte er an der Boston University Law School und im Jahr 1882 verließ er diese mit dem Bachelor of Laws.
Seine Zulassung als Anwalt erhielt er im Jahr 1883 und praktizierte in Ellsworth in der Kanzlei Hale & Emery, in der Lucilius A. Emery Partner von Eugene Hale war. Nachdem Emery zum Richter am Maine Supreme Judicial Court berufen wurde und die Kanzlei verlassen hatte, praktizierte er mit Eugene Hale weiter und sie nannten sich Hale & Hamlin. Die Kanzlei besteht noch heute.
Als Mitglied der Republikanischen Partei gehörte Hamlin von 1893 bis 1895 dem Repräsentantenhaus von Maine an und war Vorsitzender des Judiciary Committees im Jahr 1895. Er war von 1897 bis 1904 Judge Advocate General im Stab von Gouverneur Llewellyn Powers und Mitglied des Senats von Maine von 1899 bis 1891. Präsident des Senats war er im Jahr 1901. Von 1905 bis 1906 war er Maine Attorney General und Präsident der Bar Association von Main von 1923 bis 1924.
Hannibal E. Hamlin war nicht verheiratet, er starb am 6. März 1938 in Bangor, Maine. Sein Grab befindet sich auf dem Mt. Hope Cemetery in Bangor.